# Caraiba andreae
Genre
Espèce
Synonymes
- Liophis andreae Reinhardt & Lutken, 1863
- Dromicus cubensis Garman, 1887
- Leimadophis nebulatus Barbour, 1916
- Leimadophis orientalis Barbour & Ramsden, 1919
- Dromicus andreae peninsulae Schwartz & Thomas, 1960
- Dromicus andreae melopyrrha Thomas & Garrido, 1967
- Antillophis andreae morenoi Garrido, 1973

Statut de conservation UICN

 LC  : Préoccupation mineure
Caraiba andreae, unique représentant du genre Caraiba, est une espèce de serpents de la famille des Dipsadidae.

## Répartition
Cette espèce est endémique de Cuba.

## Liste des sous-espèces
Selon The Reptile Database (28 août 2013) :
- Caraiba andreae andreae (Reinhardt & Lütken, 1862)
- Caraiba andreae melopyrrha (Thomas & Garrido, 1967)
- Caraiba andreae morenoi (Garrido, 1973)
- Caraiba andreae nebulatus (Barbour, 1916)
- Caraiba andreae orientalis (Barbour & Ramsden, 1919)
- Caraiba andreae peninsulae (Schwartz & Thomas, 1960)

## Publications originales
- Barbour, 1916 : The reptiles and amphibians of the Isle of Pines. Annals of Carnegie Museum, vol. 10, no 2, p. 297-308 (texte intégral).
- Barbour & Ramsden, 1919 : The herpetology of Cuba. Memoirs of the Museum of Comparative Zoölogy, vol. 47, no 2, p. 71-213 (texte intégral).
- Garrido, 1973 : Nuevas subespecies de reptiles para Cuba. Torreia, vol. 30, p. 1-31.
- Reinhardt & Lutken, 1863 : Bidrag til det vestindiske Öriges og navnligen til de dansk-vestindiske Öers Herpetologie. Videnskabelige meddelelser fra den Naturhistoriske forening i Kjöbenhavn, vol. 1862, no 10/18, p. 153-291 (texte intégral).
- Schwartz & Thomas, 1960 : Four new snakes (Tropidophis, Dromicus, Alsophis) from the Isla de Pinos and Cuba. Herpetologica, vol. 16, no 2, p. 73-90.
- Thomas & Garrido, 1967 : A new subspecies of Dromicus andreae (Serpentes: Colubridae). Annals of Carnegie Museum, vol. 39, no 16, p. 219-226.
- Zaher, Grazziotin, Cadle, Murphy, de Moura-Leite & Bonatto, 2009 : Molecular phylogeny of advanced snakes (Serpentes, Caenophidia) with an emphasis on South American Xenodontines: a revised classification and descriptions of new taxa. Papéis Avulsos de Zoologia (São Paulo), vol. 49, no 11, p. 115-153 (texte intégral).